# The Breaking Point
The Breaking Point ("El punto de quiebre") es una película británica, de 1961, del género policíaco, dirigida por Lance Comfort y protagonizada por Peter Reynolds, Dermot Walsh, Joanna Dunham y Lisa Gastoni.
También se lo conoce como The Great Armored Car Swindle ("La gran estafa del auto blindado").

## Ficha técnica
Director       =  Lance Comfort
Productor       =  Peter Lambert
Escritor         = Peter Lambert (guion), Laurence Meynell (novela)
Música          = Albert Elms
Fotografía = Frank Drake, Basil Emmott
Edición        = Peter Pitt
Productora         =  Butcher's Film Service
Distribuidor    = Butcher's Film Service
Estreno       = 1961
Duración        = 59 minutos
País        = Inglaterra
Idioma       = Inglés

## Reparto
- Peter Reynolds - Eric Winlatter
- Dermot Walsh - Robert Wade
- Joanna Dunham - Cherry Winlatter
- Lisa Gastoni - Eva
- Jack Allen - Ernest Winlatter
- Brian Cobby - Peter de Savory
- Arnold Diamond - Telling
- Eric Corrie - Wilson
- Desmond Cullum-Jones - Evans
- Geoffrey Denton - Debt Collector
- Richard Golding - Mintos
- John G. Heller - Mel
- Gertan Klauber - Lofty
- John Lawrence - Security Officer
- Mercia Mansfield - Ernest's Secretary
- Charles Russell - Cappel

Esta página fue traducida de Wikipedia en inglés.